# 今夜は営業中!
『今夜は営業中!』（こんやはえいぎょうちゅう）は、日本テレビ系列で1999年9月18日21:15 - 22:49に放送された、タモリ・木村拓哉（SMAP）主演のスペシャルテレビドラマ。関東地区の世帯視聴率は25.0%｡

## 概要
1981年から1989年まで放送された、タモリ司会のバラエティ・トーク番組『今夜は最高!』のリメイク特別番組。タモリと木村拓哉が繰り広げる音楽ショーやコントなどを交えた、テレビドラマ形式のコメディバラエティ番組である。タモリは、タモリと森田一義（いちよし）、木村拓哉は、木村拓哉と村木拓哉と、それぞれ一人二役を演じた。バラエティゾーンはドラマゾーンの劇中劇として、生放送という体裁をとっているものの実際は収録の撮って出しである。

## あらすじ
プロデューサーの森田一義（いちよし）は、行く先々の日本テレビ系列局で問題を起こし日本テレビに戻ってきた。森田は、村木拓哉ディレクターと、急遽1本の特別番組を作ることになった。

## 出演者
- タモリ（本人） / 森田一義（いちよし）：タモリ
- 木村拓哉（本人） / 村木拓哉：木村拓哉
- 高松かな子：松たか子
- お掃除お姉さん：篠原ともえ
- 所ジョージ
- 江角マキコ
- 陣内孝則
- 竹中直人
- 八嶋智人
- 日本テレビ社長：森山周一郎
- 編成局長：橋爪功
- 森田の娘：前田愛
- タモリのマネージャー：金田明夫
- 山崎一
- 木村のマネージャー：板尾創路
- 半海一晃
- 中平良夫
- 石井英明
- 相沢しの
- 原田裕章
- 長戸勝彦
- 佐藤二朗
- 井上陽水（特別ゲスト）
- 長嶋茂雄（特別ゲスト）

## スタッフ
- 脚本・構成：海老克哉
- 音楽バラエティコーナー
  - 構成：川崎良、下等ひろき
  - CAM：角田洋子
  - 照明：小寺勝馬、青木健二、江頭恭二
  - ステージング：八反田リコ
  - 演出補：佐々木俊勝
  - 制作補：村上早苗
  - 制作：藪下隆
- バラエティコーナー
  - 構成：中井信介
  - デスク：三瓶美佳、沢辺恵美
  - 演出補：大熊繁雄
  - 制作補：早瀬志都加
  - 制作：小西寛
- 撮影技術：長嶋秀文
- TM：鈴木康介
- 照明：大内一斉
- 美術プロデューサー：高野豊
- デザイン：平井堯、道勧英樹
- 演出：猪股隆一、三枝孝臣、工藤浩之
- 演出補：森雅弘
- AP：笹木雅彦
- プロデューサー：梅原幹、伊藤響、中込卓也
- チーフプロデューサー：佐藤敦
- 美術協力：日本テレビアート
- 制作協力：日本テレビ映像センター、日本テレビエンタープライズ
- 企画協力：田辺エージェンシー（タモリ）、ジャニーズ事務所（木村拓哉）
- 製作著作：日本テレビ

## 参考
- 今夜は営業中 - テレビドラマデータベース